# Vanlue, Ohio
Vanlue, Ohio (енгл. Vanlue) град је у америчкој савезној држави Охајо.

## Демографија
По попису из 2010. године број становника је 359, што је 12 (-3,2%) становника мање него 2000. године.
| Група             | 2000.       | 2010.       |
| Белци             | 358 (96,5%) | 338 (94,2%) |
| Афроамериканци    | 1 (0,3%)    | 1 (0,3%)    |
| Азијати           | 0 (0,0%)    | 0 (0,0%)    |
| Хиспаноамериканци | 5 (1,3%)    | 19 (5,3%)   |
| Укупно            | 371         | 359         |